# Castelltort (Calonge de Segarra)
Castelltort és una casa fortificada encara habitada al municipi de Calonge de Segarra (Anoia) declarada bé cultural d'interès nacional. Documentada el 1146, potser ja compareix el 989. El que és segur però és que s'esmenta des del segle xii amb l'apel·latiu de "castrum" infeudat al vescomte de Barcelona Reverter. Del llinatge dels seus senyors fou el mercader Berenguer de Castelltort, mercader a Barcelona que el 1389 fundà l'hospital de Cervera, dit l'Hospital de Castelltort. Fou cedit com a dotació de la canònica de Sant Jaume de Calaf i tenia al seu costat una capella dedicada a la Concepció documentada el 1685.
És un edifici rectangular amb finestrals i elements dels segles xiii i XIV. Es tracta d'un casal fortificat, possiblement l'ampliació d'una fortificació anterior, aixecat a la vora del marge i per tant, té planta quadrangular irregular amb un dels murs esbiaixats en forma de proa. Construït en pedra escairada, presenta a la façana petites obertures essent l'element més antic visible una finestra coronella doble amb columna i capitell situada a la part alta que mira a sol ixent i amb les pedres de la llinda tallades en la forma del característic trilobulat arrodonit i del segle xiii o XIV.